# Snorvaalhaai
De snorvaalhaai (Furgaleus macki) is een haai uit de familie van de gladde haaien.

## Natuurlijke Omgeving
De snorvaalhaai komt voor in het oosten van de Indische Oceaan en langs het zuiden van Australië.

## Synoniemen
- Fur macki Whitley, 1943[2]
- Fur ventralis Whitley, 1943[7]
- Furgaleus ventralis (Whitley, 1943)[7]